# Дефибриллятор
Дефибрилля́тор — прибор, использующийся в медицине для электроимпульсной терапии грубых нарушений сердечного ритма. Устройство генерирует короткий высоковольтный импульс, вызывающий полное сокращение миокарда. После того, как сердце полностью сократилось, существует вероятность восстановления нормального синусового ритма. Используется при проведении сердечно-лёгочной реанимации, при операциях, сопровождающихся кардиоплегией. Прибор никогда не используется при асистолии (отсутствии биоэлектрической активности сердца, изолиния на ЭКГ), так как это не имеет смысла.

## Физиология
Клетки сердца обладают собственным автоматизмом и возбудимостью. Существует множество причин, по которым проведение импульса и сокращение кардиомиоцитов может стать хаотичным.
Короткий (десятки миллисекунд) электрический разряд дефибриллятора напряжением 6000—7000 В и энергией 200—360 Дж вызывает возбуждение большей части кардиомиоцитов и их синхронизацию по рефрактерности (период, когда клетки невосприимчивы к электрическим сигналам), после чего возможно восстановление нормального сердечного ритма, сократительной активности желудочков и кровообращения.

## Виды дефибрилляторов
- Дефибрилляторы для профессионального использования могут иметь в своём составе монитор ЭКГ (в том числе для синхронизации при кардиоверсии), модуль измерения неинвазивного АД, датчик сатурации и фактически представляют собой портативный реанимационный монитор
- Автоматические наружные дефибрилляторы, устанавливаемые в местах скопления людей, сами оценивают ЭКГ, эффективность проводимой сердечно-лёгочной реанимации и предоставляют графические и голосовые инструкции спасателю
- Имплантируемые автоматические дефибрилляторы-кардиовертеры.

По форме доставляемого импульса различают монофазные и пришедшие на смену им бифазные дефибрилляторы. В бифазных (двухфазных) дефибрилляторах микроконтроллер меняет полярность электродов в середине импульса. Смена полярности повышает вероятность успешной дефибрилляции с первой попытки, также она позволяет снизить суммарную энергию импульса и повреждение тканей.

## Виды электроимпульсной терапии
Разряд дефибриллятора, нанесённый в момент появления зубца R, называют электрической кардиоверсией (как противопоставление фармакологической кардиоверсии).

### Дефибрилляция
Воздействие электрического разряда без синхронизации с комплексом QRS называется дефибрилляцией. В случае успешной дефибрилляции разряд останавливает сердце и после некоторой паузы оно восстанавливает собственную нормальную электрическую активность (синусовый ритм).
«Дефибриллируемые» ритмы (англ. Shockable rhythm), пациент без сознания, кровообращение неэффективно:
- Фибрилляция желудочков
- Желудочковая тахикардия без пульса

### Кардиоверсия
Кардиоверсия используется для устранения отдельных видов нарушений ритма, при которых сохранена более или менее регулярная электрическая активность сердца (то есть различимы QRS-комплексы). Особенности:
- Устройство непрерывно оценивает ЭКГ;
- После нажатия на кнопку «Разряд» устройство ждёт нужного момента. Разряд происходит в момент появления зубца R автоматически;
- При кардиоверсии используются меньшие значения энергий разряда, чем при дефибрилляции.

При различных тахиаритмиях воздействие электрического разряда должно быть синхронизировано с комплексом QRS, так как в случае воздействия разряда перед зубцом Т может возникнуть фибрилляция желудочков.
«Синхронизируемые» ритмы, пациент часто в сознании, но гемодинамически нестабилен:
- Фибрилляция предсердий;
- Трепетание предсердий;
- Атриовентрикулярная узловая реентерабельная тахикардия (англ. AVNRT);
- Желудочковая тахикардия с пульсом (пациент в сознании, стабильное артериальное давление).

В случае отсутствия технической возможности проведения кардиоверсии вместо неё может быть выполнена дефибрилляция, если потенциальная польза для пациента превышает потенциальный вред.

## Противопоказания
Выполнение дефибрилляции или кардиоверсии представляет собой попытку вызвать полную деполяризацию всех кардиомиоцитов, в надежде на последующую за эпизодом асистолии самостоятельную активацию нормального водителя ритма: в норме синусового узла. Соответственно, нанесение разряда бессмысленно в следующих случаях (англ. Non-shockable rhythm):
- Асистолия — собственная электрическая активность сердца отсутствует;
- Электромеханическая диссоциация — отсутствуют существенные нарушения ритма.

## Ошибки при дефибрилляции
1. Невыполнение сердечно-лёгочной реанимации и длительные перерывы перед разрядом;
2. Неустранение причины данного эпизода аритмии; (англ. Hs and Ts)
3. Использование сухих электродов;
4. Неплотное прижатие электродов к грудной клетке больного;
5. Нанесение разряда низкого или чрезмерно высокого напряжения.

Кожа имеет высокое электрическое сопротивление. Чтобы избежать электрических ожогов кожи пациента и снизить необходимое для успешной дефибрилляции напряжение, на электроды наносится толстый слой токопроводящего геля. Сами электроды в момент разряда должны быть плотно прижаты к телу.

## В культуре
В кинематографе часто встречается необоснованное применение дефибриллятора у пациентов с асистолией. Часто дефибрилляция рассматривается как единственный способ «оживления» человека вместо использования массажа сердца и искусственного дыхания.

## История
В 1899 году Ж.-Л. Прево и Фредерик Бателли опубликовали результаты своих исследований по остановке сердечных сокращений у собак посредством воздействия током, в том числе, отмечалась возможность остановить фибрилляции. Прево и Бателли изучали смерть от электротока, а не дефибрилляцию (сама природа фибрилляций в то время была известна довольно смутно), но к 1932 году Д. Р. Хукер и соавторы провели ряд экспериментов по реанимации с помощью тока и показали возможность электрошоковой дефибрилляции.
Несколько позже в СССР в экспериментах на животных (собаках, кошках, лягушках) Н. Л. Гурвич и Г. С. Юньев также показали возможность как вызывания, так и прекращения фибрилляций посредством воздействия тока: вызывания фибрилляций — синусоидальным током, дефибрилляции — конденсаторным разрядом, и предложили использовать электрический метод для восстановления нормальной деятельности фибриллирующего сердца.
Тем не менее до середины 1950-х годов во всём мире лечение фибрилляции сердца осуществлялось только медикаментозно (например, введением солей калия и кальция).
В 1956 году Пол Золл не только предложил использовать электрический ток для воздействия на сердечную мышцу в случае фибрилляции, но и продемонстрировал первый успешный опыт при операции на открытом сердце человека и с применением переменного тока напряжением 110 вольт непосредственно к сердечной мышце.
Примерно в то же время В. Я. Эскиным и А. М. Климовым был изготовлен первый в СССР автономный дефибриллятор ДПА-3, однако отчёты были опубликованы лишь в 1962 году. Есть также сведения, что дефибрилляторы разрабатывались в СССР с 1952 года (по схеме, предложенной Н. Л. Гурвичем) и в порядке эксперимента применялись с 1953 года, однако такие свидетельства появились в печати десятилетия спустя.
В 1959 году на основании публикации Золла Бернард Лаун поставил задачу добиться более эффективного и менее травмирующего воздействия электрическим током, для чего стал ставить эксперименты на животных.
Результатом его исследований стала монофазная форма одиночного импульса.
В серийном устройстве импульс генерировался разрядом предварительно заряженных до 1000 вольт конденсаторов через индуктивность и электроды.
Продолжая исследования, Лаун привлёк к сотрудничеству инженера Баруха Берковица, который по представленным Лауном спецификациям и разработал первый прототип дефибриллятора, под названием «кардиовертер» (англ. cardioverter). Этот аппарат, весивший 27 кг, обеспечивал импульс энергией 100 джоулей для применения на открытом сердце и регулируемый импульс 200—400 джоулей для применения через закрытую грудь.